# Stadtpfarrkirche Rohrbach

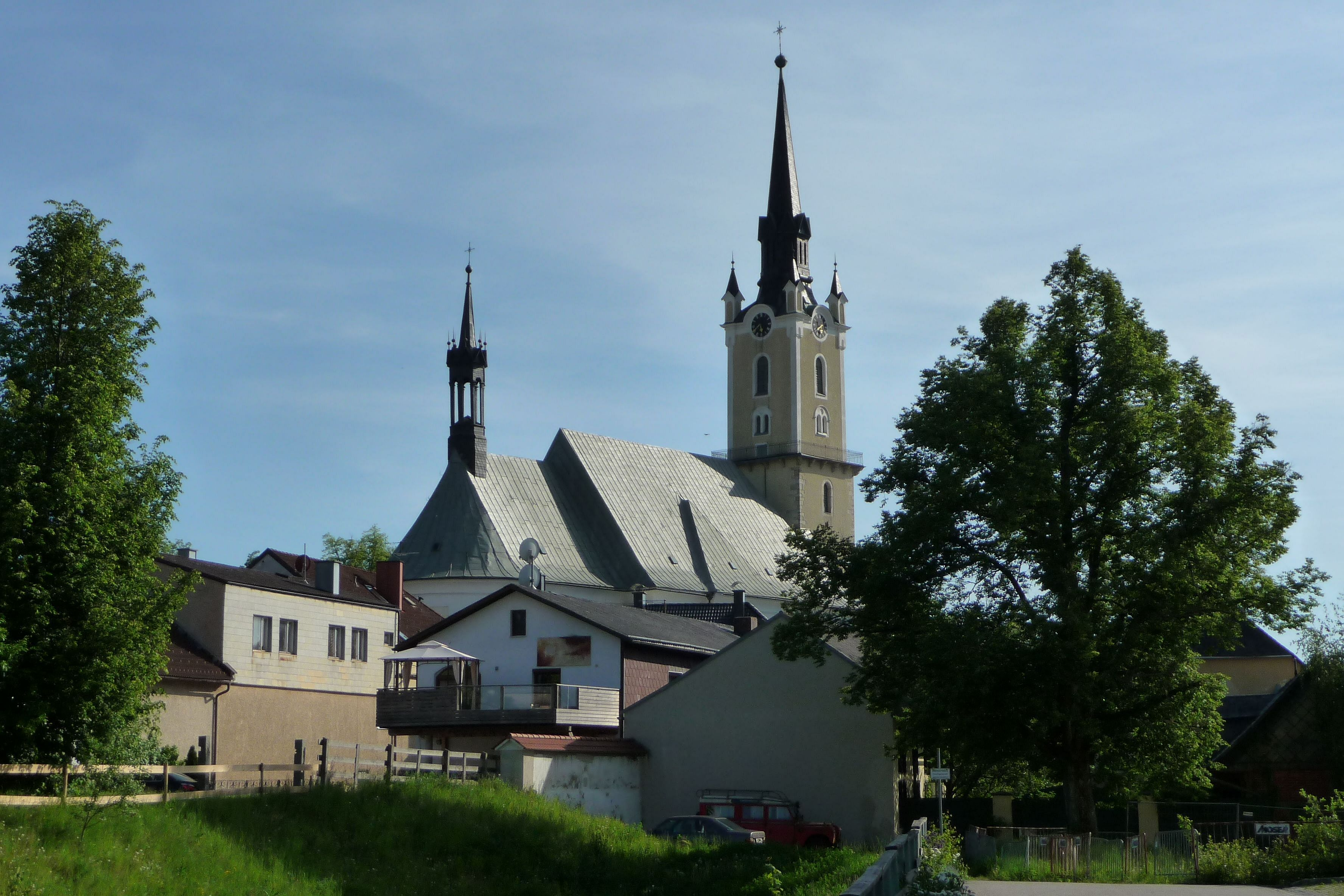
Stadtpfarrkirche

Die römisch-katholische Stadtpfarrkirche Rohrbach ist ein denkmalgeschütztes Bauwerk in Rohrbach-Berg im Mühlviertel. Die Hauptkirche der Stadt Rohrbach steht leicht erhöht nordöstlich des Stadtplatzes und ist dem heiligen Apostel Jakobus dem Älteren geweiht. Die Kirche gilt als einer der wichtigsten Barockbauten nördlich der Donau und liegt an der Jakobsweg-Teilstrecke, die von Český Krumlov über Stift Schlägl nach Passau führt (Jakobsweg Oberes Mühlviertel). Der 75 Meter hohe Kirchturm dominiert das Stadtbild Rohrbachs.

## Geschichte
Als der Ort Rohrbach um 1200 angelegt wurde, gehörte das Gebiet zur Pfarre Altenfelden. Zur Gründung der Pfarre Rohrbach sind keine Urkunden erhalten, die erstmalige Erwähnung stammt vom 30. Juni 1303. Damals war sie dem Bistum Passau inkorporiert. Im Jahr 1319 übertrug das Passauer Domkapitel die Pfarre jedoch dem Stift Schlägl, um es nach den Verwüstungen, die das Stift im Kampf zwischen Friedrich dem Schönen und Ludwig dem Bayern (1314–1322) erlitten hatte, zu unterstützen.
Die erste, aus Holz gebaute Rohrbacher Kirche wurde 1427 von den Hussiten zerstört.
1450 errichtete die Kirchengemeinde unter Pfarrer Wolfgang Perger eine spätgotische Kirche. 1446 konnte Perger einen Ablass für alle, die den Bau unterstützten, erwirken. Damals wurde der Kirchturm als Verteidigungsbauwerk errichtet. Die Kirche wurde zu klein und ebenso baufällig, deshalb wurden mehrere Kapellen (Herleinsperger, Rödern und Götzendorfer) angebaut. Nachdem 1686 zwei Menschen durch herabfallende Steine verletzt wurden, wurden Renovierungen durchgeführt. Da sich die Lage nicht besserte, erfolgte ein Neubau.
Die dritte, heutige Pfarrkirche wurde unter dem Pfarrer Wilhelm Kammerruck und dem Schlägler Abt Michael Felder vom Baumeister Carlo Antonio Carlone zwischen 1697 und 1700 im Barockstil errichtet. Der Altbau und die Kapellen wurden vor dem Neubau komplett abgetragen. Die Einrichtung der Kirche wurde in den Jahren 1700 bis 1740 geschaffen.

## Kircheninneres

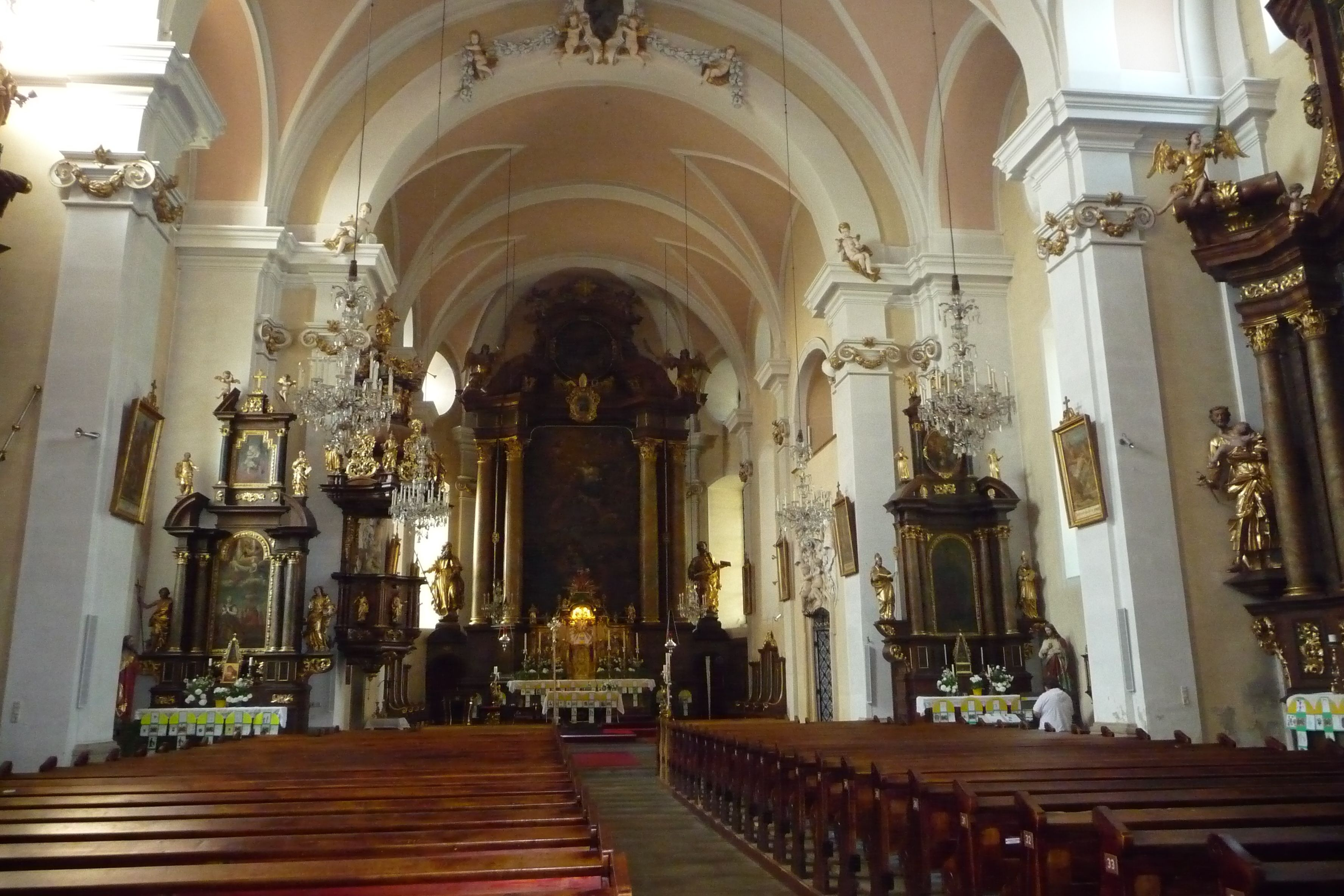
Innenansicht mit Hauptaltar

Das nach Osten ausgerichtete Langhaus ist von einem vierjochigen Tonnengewölbe überdacht und besitzt Fenster in Richtung Norden, Osten und Süden. Der Fronbogen und das Presbyterium zeigen reichhaltigen Stuck, die Decke hingegen weist keinen Stuck auf, vermutlich war ein Deckenfresko wie in der Kirche Maria Trost geplant. Ein Kreuzweg aus dem Jahr 1910 mit 14 Stationen ist an den Pfeilern angebracht. Die derzeitigen Kirchenbänke sind ein Werk des Schlägler Tischlers Anton Simmel aus dem Jahr 1932.
Das Presbyterium erstreckt sich über zwei Joche und besitzt ein Chorgestühl aus dem Jahr 1720 von Hans Georg Stempel erbaut. Südlich des Presbyteriums liegt die Anna-Kapelle, gegenüber die Sakristei. Von der Sakristei führt eine Wendeltreppen ins darüber liegende Oratorium, dem so genannten Götzendorfer-Oratorium. Über dem Eingang zur Sakristei befindet sich seit 1862 das Wappen des Stift Schlägls, zuvor war das Wappen des Geschlechts Oedt auf Götzendorf hier angebracht.
Der Hochaltar steht in der Apsis und dominiert die Kirche. Das Altarbild Mariä Himmelfahrt stammt aus dem Stift Spital am Pyhrn und wurde von Antonio Bellucci erstellt. Das Aufsatzbild stellt die heilige Dreifaltigkeit dar. Die Leuchter mit kerzentragenden Engeln (Links: Apostel Jakobus; Rechts: Apostel Matthias) stammen vom Linzer Bildhauer Leopold Mühl aus dem Jahr 1710. Rechts neben dem Hochaltar steht das lebensgroße Reliefbild des Freiherrn Sebastian von Oedt auf Schloss Götzendorf (gestorben 1583).
Die südliche Wand ist mit drei Seitenaltären geschmückt. Der östliche ist der Johannes-Altar, der mittlere der St.-Georgs-Altar und der westliche der Allerseelen-Altar. Der Johannes-Altar zeigt ein Bild des Evangelisten Johannes. Der St.-Georgs-Altar steht an der Stelle der ehemaligen St.-Georgs-Kapelle, gehört zum gleichnamigen Benefizium und zeigt ein Bildnis des Drachentöters Georg. Der Allerseelen-Altar zeigt alle Heiligen als Fürbitter für arme Seelen. An der nördlichen Wand befindet sich neben der Kanzel der Katharina-Altar, der Marien-Altar und der Wetterherren-Altar. Die Kanzel der Kirche ist ein Werk von Hans Georg Stempel aus dem Jahr 1709. Der Rahmen der Kanzel zeigt die vier Evangelisten, der Schalldeckel zeigt die Apostel und Jesus Christus mit zwei Engeln. Der Katharinen-Altar zeigt das Martyrium der Heiligen Katharina. Der Marien-Altar, der schönste Seitenaltar der Kirche, zeigt wie dem Volke Rosenkränze überreicht wird. Der Wetterherren-Altar trägt als Hauptbildnis ein Bild des Martyrers Donatus mit Statuen der Martyrer Florian und Paulus.
Das westliche Joch schließt an den Turm an und ist als Empore gestaltet. Erst seit 1969 besteht an der Nordwand unterhalb der Empore ein Eingang, zuvor befand sich der Altar der Sieben Schmerzen Marias an dieser Stelle. Der Altar steht heute in der Totenkapelle. Der Haupteingang von Süden her trägt das Wappen des Abtes Michael Felder und besitzt ein Holztor aus dem Jahr 1969.

### Orgel

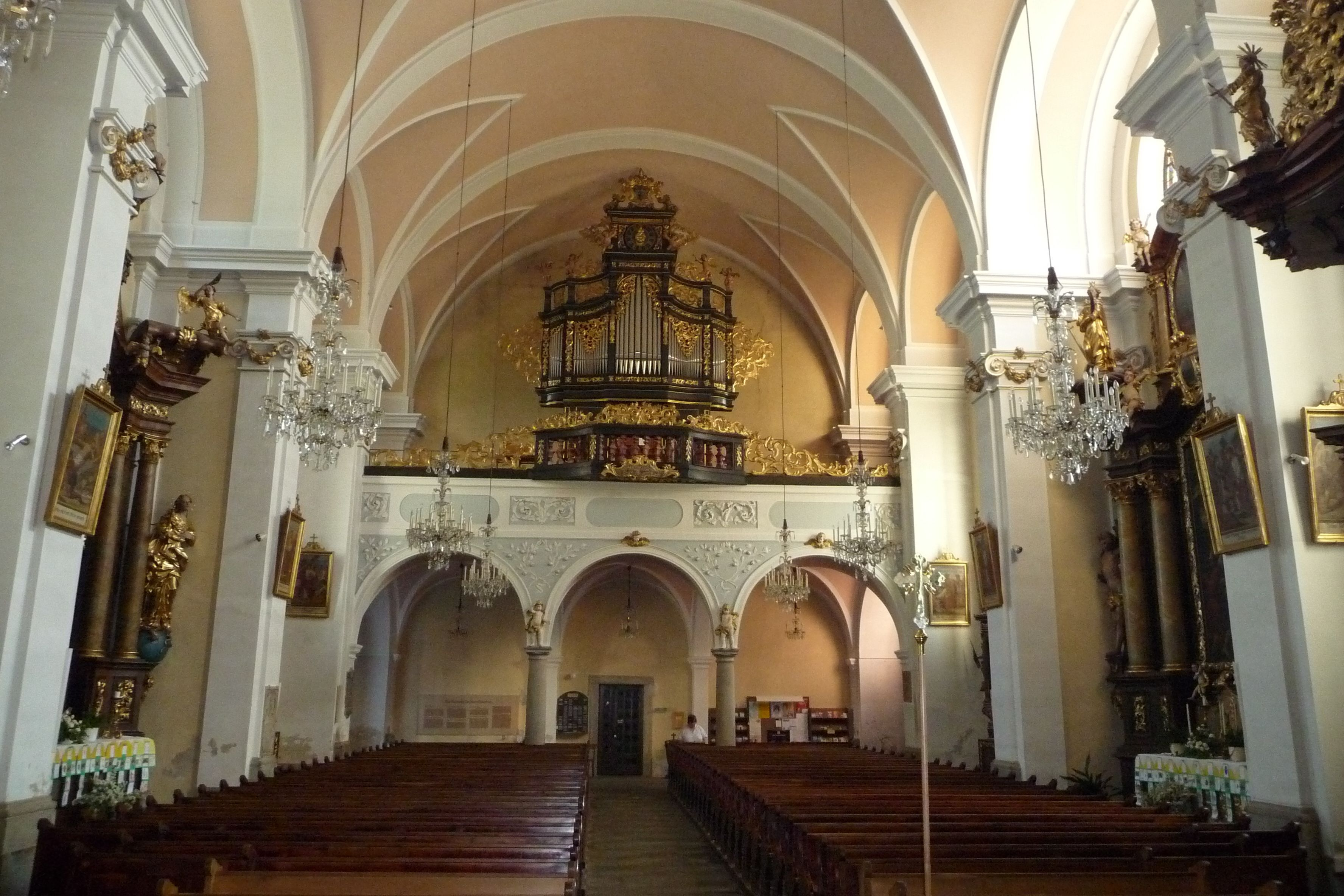
Orgelempore

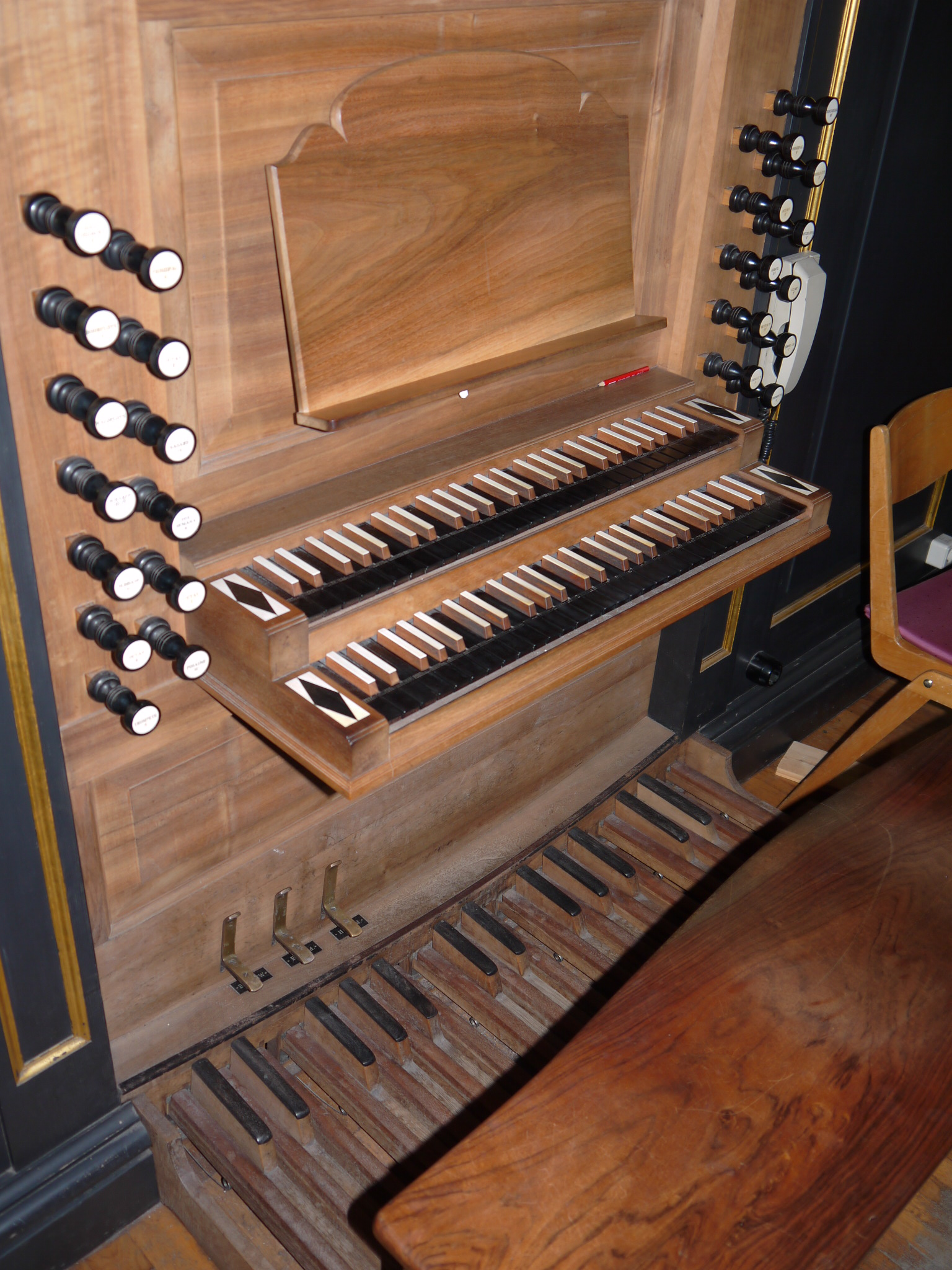
Spielanlage der Orgel

Oberhalb der Empore befindet sich die Orgel. Die erste Orgel ist 1599 beurkundet, die heutige stammt aus dem Jahr 1970 und wurde von der Schweizer Orgelbaufirma Oskar Metzler & Söhne in dem vorhandenen Orgelprospekt von Johann Ignaz Egedacher aus dem Jahre 1721 erbaut. Das Schleifladen-Instrument hat 24 klingende Register auf zwei Manualen und Pedal. Die Trakturen sind mechanisch.
| I Hauptwerk C–f3 |       |
| Quintadena       | 16′   |
| Principal        | 8′    |
| Hohlflöte        | 8′    |
| Octave           | 4′    |
| Spitzflöte       | 4′    |
| Quinte           | 2 ⁄3′ |
| Superoctave      | 2′    |
| Mixtur IV        |       |
| Cimbel III       |       |
| Cornett V        |       |
| Trompete         | 8′    |

| II Brustwerk C–f3 |       |
| Holzgedackt       | 8′    |
| Principal         | 4′    |
| Rohrflöte         | 4′    |
| Octave            | 2′    |
| Waldflöte         | 2′    |
| Nasard            | 1 ⁄3′ |
| Scharff III       |       |
| Vox humana        | 8′    |

| Pedalwerk C–f1 |     |
| Subbass        | 16′ |
| Octavbass      | 8′  |
| Octave         | 4′  |
| Posaune        | 16′ |
| Trompete       | 8′  |

- Koppeln: II/I, I/P, II/P

### Anna-Kapelle

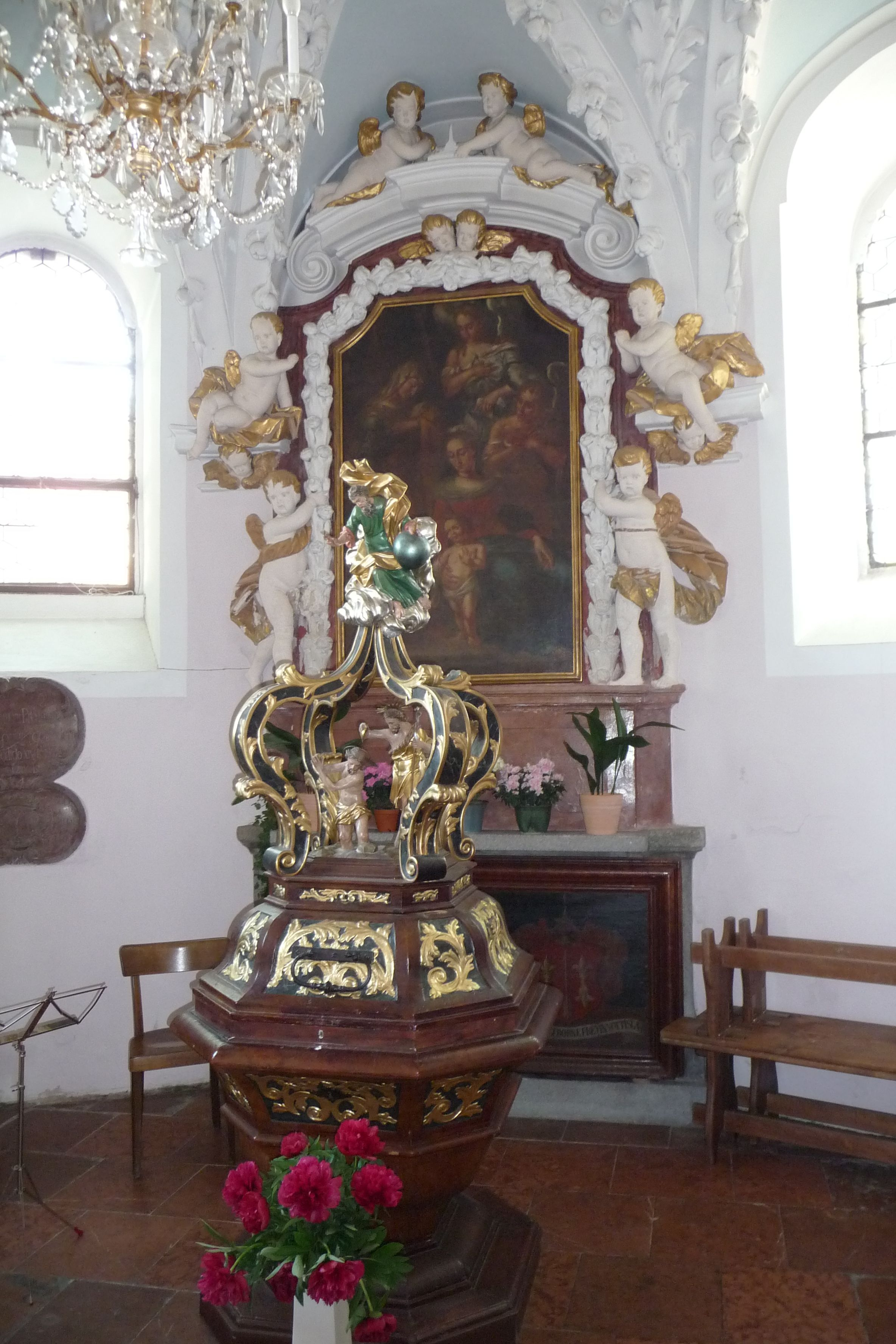
Annakapelle

Die Anna-Kapelle ist eine um 1700 erbaute ehemalige Gruftkapelle der Grafen von Rödern von Schloss Berg. Sie befindet sich südlich des Presbyteriums und ist mit diesem durch ein schmiedeeisernes Gitter verbunden. Die Kapelle wurde als Ersatz für die abgerissene Rödern-Kapelle errichtet.
Der von Sebastian Berck um 1700 gefertigte Altar zeigt das Altarbild von Anna selbdritt mit einem reich ausgeführten Stuckrahmen (Engeln und Akanthuswedeln). Unterhalb der Kapelle befindet sich, abgeschlossen durch eine Steinplatte, die Familiengruft der Grafen von Rödern. Diese ist derzeit nicht zugänglich (Stand: Mai 2009) und war zuletzt bei Renovierungen im Jahr 1898 und 1957 geöffnet. Von der Kapelle führt eine Wendeltreppe ins darüber liegende Oratorium.

## Kirchenäußeres
An der südlichen Außenwand befindet sich das Kriegerdenkmal für die Gefallenen des Ersten Weltkriegs, das vom Erzengel Michael geschmückt wird. Die Kirche steht innerhalb einer Häuserzeile und die Kirche ist von mehreren Eichen umgeben, darunter auch die Kaiser-Jubiläums-Eiche aus dem Jahr 1898. Nordwestlich der Kirche befindet sich die neue Aufbahrungshalle. Zwischen der Kirche und dem Pfarrhof besteht ein weiteres Kriegerdenkmal, für die Gefallenen der Pfarre Rohrbach im Zweiten Weltkrieg.
Der ursprünglich 90 × 110 Meter große Platz wurde um 1320 durch Häuser entlang der Friedhofsmauer auf die heutige Größe verkleinert. Der Friedhof bestand bis 1822 rund um die Kirche. Nachdem der Friedhof an der Haslacher Straße (heute: Standort der Bezirksbauernkammer) zu feucht war, wurde 1853 der heutige Standort, die so genannten Spitalsgründe, geweiht. 1952 erfolgte eine Vergrößerung auf 400 Quadratmeter.

## Kirchturm
Der 75 Meter hohe Kirchturm ist das Wahrzeichen der Kirche und der Stadt Rohrbach und zählt zu den höchsten Kirchtürmen in Oberösterreich. Die Untergeschoße stammen aus der Zeit um 1450, die Obergeschoße dürften in der ersten Hälfte des 16. Jahrhunderts entstanden sein. Die Kirchturmspitze wurde 1877 vollendet.

### Glocken
Die vier Glocken stammen alle von der Glockengießerei St. Florian und ersetzen das Vorgängergeläut. Am 4. Dezember 1949 wurden die Glocken geweiht.
| Nr. | Name     | Nominal | Gewicht (kg) | Höhe (cm) |
| 1   | Jakobus  | dis1    | 1188         | 129       |
| 2   | Florian  | fis1    | 655          | 110       |
| 3   | Leonhard | gis1    | 472          | 98        |
| 4   | Joseph   | h1      | 305          | 83        |